# Алексієнко Людмила Антонівна
Людми́ла Анто́нівна Алексі́єнко (нар. 2 лютого 1941, Дрогобич, Українська РСР — українська мовознавиця, педагогиня, засновниця й перша очільниця (1992—2001) Лабораторії комп'ютерної лінгвістики в Київському університеті імені Тараса Шевченка. Кандидат філологічних наук, доцент кафедри української мови та прикладної лінгвістики Інституту філології Київського національного університету імені Тараса Шевченка.

## Життєпис
Людмила Алексієнко народилася 2 лютого 1941 року в місті Дрогобичі, де працював на той час батько. Звідти батька мобілізовали на фронт, а мати з Людмилою повертається у Київ, до батьків.
У 1964 році закінчила Київський державний університет імені Т.Г. Шевченка та вступила до аспірантури при відділі структурно-математичної лінгвістики Інституту мовознавства ім. О. О. Потебні АН УРСР, яку закінчила у 1968 році. У 1968—1973 — молодший науковий співробітник цього інституту.
Тема кандидатської дисертації: «Структурні особливості словосполучення „прикметник + іменник“ в українській мові на основі аплікативної породжуючої моделі».
З 1973 працювала в університеті на кафедрі української мови на посаді викладача, з того ж року — доцент кафедри сучасної української мови.
Основні напрями наукової та педагогічної праці пов'язані з теорією та практикою українського мовознавства (морфологія), а також з прикладною (комп'ютерною) лінгвістикою.
У 1978—1980 роках викладала українську мову в університеті м. Бордо, Франція.
У 1989 розробила навчальний план спеціалізації «Комп'ютерна лінгвістика». У 1992 організувала й до 2001 очолювала навчально-наукову лабораторію комп'ютерної лінгвістики при кафедрі сучасної української мови.
Протягом 1987—1992 рр. — вчений секретар Вченої ради університету.
З 1991 до 2001 року щороку викладала курс української мови студентам Флорентійського університету.

## Основні праці
- Структурна граматика української мови. Київ, 1973 (у співавт.)
- Частотний словник сучасної української художньою прози. — Т. 1, 2. Київ, 1973 (у співавт.)
- Граматичний словник українських дієслів. Київ, 1998 (у співавт.)
- Українсько-італійський граматичний словник дієслів. Київ-Флоренція, 2000 (у співавт.) + CD-ROM
- Посібник з української мови для дистанційного навчання. Морфологія. Київ, 2002
- Сучасна українська мова. Морфологія. Київ, 2013.

Науковий керівник комплексного інтернет-проекту «Автоматизована навчальна система української мови» (онлайн-підручник з української мови) (виконавці: Наталія Дарчук, Оксана Зубань, Віктор Сорокін, Олена Сірук).